# Prévention et réduction intégrées de la pollution
La directive européenne 96/61/CE du Conseil du 24 septembre 1996 (codifiée par la directive 2008/01/CE du 29 janvier 2008) relative à la prévention et à la réduction intégrées de la pollution, dite IPPC (sigle à ne pas confondre avec IPCC), vise à prévenir et réduire toutes les pollutions chroniques et risques de pollution chronique émises par 50 000 installations européennes estimées les plus polluantes  (chimie, métallurgie, papeterie, verrerie, mais aussi élevages industriels..)
Elle s'est appliquée d’abord aux  installations créées après le 30 octobre 1999, date de transposition initiale, puis aux installations antérieures, qui devaient s’y conformer avant le 30 octobre 2007, dernière limite.

## Contenu (résumé)
Ces entreprises polluantes et "à risque" doivent se faire délivrer par les autorités nationales un « permis de fonctionner », accordé si l'entreprise utilise les MTD (« meilleures technologies disponibles (ou BATR ; Best available techniques reference» pour les anglophones).

Les MTD sont décrites dans les « BREF » (32 documents techniques, de plusieurs centaines de pages, en anglais)  élaborés à Séville (Espagne), au sein du bureau européen IPPC, en concertation avec les secteurs industriels concernés. 
La directive n’impose pas comme d’autres un strict référentiel normé fixé, mais une démarche dynamique de performance écologique globale, et donc une prévention et réduction des impacts négatifs, « intégrées »  pour  l’eau, l’air, le sol, la production de déchets, l’utilisation de matières premières, l’efficacité énergétique, etc.… La directive encourage une approche collaborative de valorisation des retours d’expérience et pour cela organise l’échange d’informations entre le industriels sur les MTD, à l’échelle européenne.

## Application
Début 2008, le Bureau européen de l'environnement  (BEE) a estimé que l’Espagne, le Portugal et la France étaient les mauvais élèves pour l'application de ce texte.  Le fait que les documents n’aient que tardivement été traduits dans la langue du pays par certains États membres est une des explications selon les industriels en cause.
Le 6 mai 2008, la Commission européenne met en demeure neuf états : la Belgique, la Bulgarie, l'Estonie, la Grèce, l'Italie, les Pays-Bas, le Portugal, la Slovénie, et l'Espagne 

## Perspectives pour l'après-2007
La Commission pourrait réviser la directive, en y intégrant 
- une clause d’auto-définition - sous condition - des MTD par «l’autorité compétente d’un État»
- un « bilan de fonctionnement » (sur le modèle de celui déjà utilisé en France pour réactualiser les autorisations d’exploitation)

La fédération européenne des organisations patronales (Business Europe) s’oppose à ces modifications qu’elle ne juge pas conformes à l’esprit de la directive (Cette fédération estime qu’un État pourrait favoriser un dumping environnemental en profitant de cette clause d’auto-définition, alors que la directive de 1996 prône l’harmonisation européenne de la performance environnementale des installations. La fédération craint aussi un contrôle plus centralisé et permanent des seuils (valeurs limites) d’émission, estimant que des pollutions ponctuelles et localisées devraient être tolérées pour des installations caractérisées par des pics de production (centrale électrique par exemple).

## En France
La directive est transposée dans la législation relative aux installations classées pour la protection de l’environnement (articles L.511-1 et suivants du Code de l'environnement en vigueur depuis le 22 septembre 2000). 
L’autorisation d’exploitation y est accordée par arrêté préfectoral, revu tous les 10 ans, après que l’installation a remis son « bilan de fonctionnement ». Si le site n’intègre pas les meilleures techniques disponibles, il doit le justifier dans son bilan.

## Compléments